# 科扎爾米什萊尼
科扎爾米什萊尼是匈牙利的城鎮，位於該國西南部，由巴蘭尼亞州負責管轄，面積14.45平方公里，2010年人口5,968，其中約六成居民信奉天主教。

## 外部連結
- Kozármisleny online （页面存档备份，存于）
- Kozármisleny Infó （页面存档备份，存于）